# Leo Carpentier
Leo Carpentier (Merksem, 23 juni 1939) is een voormalig Belgisch politicus voor de CVP / CD&V. Hij was burgemeester van Wijnegem.

## Levensloop
Na de lokale verkiezingen van 1976 werd Carpentier aangesteld als schepen, een mandaat dat hij 22,5 jaar zou uitoefenen. Na de dood van zittend burgemeester Leo Nuyts (CVP), werd hij op 8 november 1999 aangesteld als burgemeester. In deze hoedanigheid zette hij tijdens de verdere legislatuur de bestuursmeerderheid met de SP verder.
Na de lokale verkiezingen van 2000 sloot hij een coalitie met Agalev. Deze coalitiepartner ruilde hij na de lokale verkiezingen van 2006 in voor sp.a en VLD. In de aanloop naar de lokale verkiezingen van 2012 gaf hij aan geen nieuwe ambtstermijn te ambiëren en de lokale politiek te verlaten.